# 特龙维尔
特龙维尔（法語：Tronville，法語發音：[tʁɔ̃vil]）是法国默尔特-摩泽尔省的一个市镇，位于该省中部，属于布里埃区。

## 地理
特龙维尔（49°5'6"N, 5°55'12"E）面积7 平方千米，位于法国大東部大區默尔特-摩泽尔省，该省份为法国东北部内陆省份，是洛林的一部分，北邻比利时、卢森堡，北起顺时针与摩泽尔省、下莱茵省、孚日省和默兹省接壤。
与特龙维尔接壤的市镇（或旧市镇、城区）包括：尚布莱-比西耶尔、马斯拉图尔、皮克雪、勒宗维尔-维永维尔。

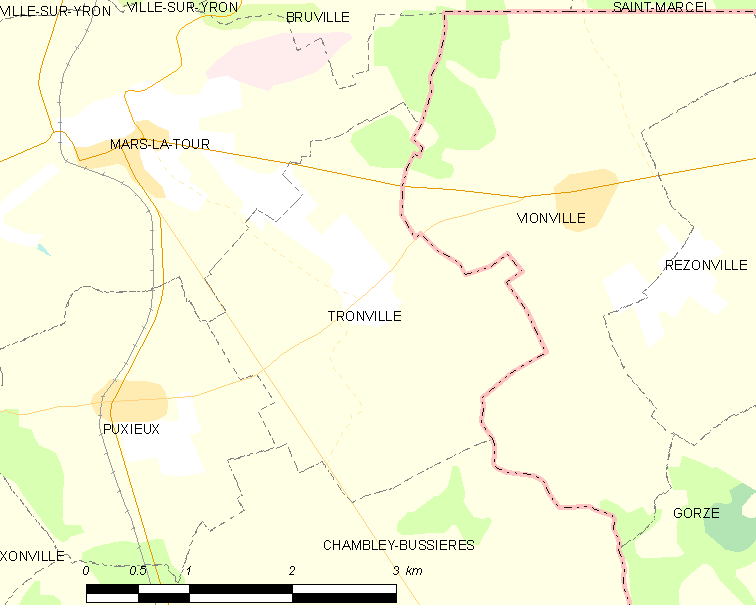
特龙维尔的OSM定位图

特龙维尔的时区为UTC+01:00、UTC+02:00（夏令时）。

## 行政
特龙维尔的邮政编码为54800，INSEE市镇编码为54535。

## 政治
特龙维尔所属的省级选区为雅尼县。

## 人口

1962-2008年间特龙维尔人口变化图示

特龙维尔于2022年1月1日时的人口数量为195人。